# Impossible Pictures
Impossible Pictures är ett brittiskt företag som arbetar med att producera bland annat tv-program. Impossible pictures har bland annat i samarbete med Framestore medverkat till flera väldigt framgångsrika TV-serier.

## Lista över produktioner (animation)
- Dinosauriernas tid (1999)
- The Ballad Of Big Al (2001)
- Odjurens tid (2001)
- Urtidsdjurens tid (2002)
- Monstrens Tid - Livet Före Dinosaurierna (2005)
- Förhistoriska parken (2006)
- Primeval (TV-serie) (2006)